# الحسين بن واقد
أبو عبد الله حسين بن واقد القرشي المروزي القاضي مولى عبد الله بن عامر بن كريز. من رواة الحديث وهو صدوق حسن الحديث، ربما يهم، قال الذهبي: «حسين بن واقد الإمام الكبير، قاضي مرو وشيخها أبو عبد الله القرشي». مات سنة سبع وخمسين ومائة، وقيل: سنة تسع وخمسين.

## أخباره
كَانَ على قَضَاء مرو وَكَانَ إِذا قَامَ من مجْلِس الحكم اشْترى لَحْمًا وعلقه فِي إصبعه وَحمله إِلَى أَهله وَكَانَ من خِيَار النَّاس وَقعت فتْنَة أبي مُسلم فَلم يسْأَل عَنْهَا أحدا إِلَى أَن انجلت.

## روايته للحديث النبوي
- حدث عن: عكرمة، وابن بريدة، ويزيد النحوي، ومحمد بن زياد، وعبد الملك بن عمير، وجماعة.
- وعنه: ابنه علي بن الحسين، والفضل السيناني، وزيد بن الحباب، وعلي بن الحسن بن شقيق، وآخرون.[1]

## أقوال العلماء فيه
أقوال العلماء فيه:
- قال أبو حاتم بن حبان البستي: «كان من خيارالناس، وربما أخطأ في الروايات وقد كتب عن أيوب السختياني وأيوب بن خوط جميعا فكل حديث منكر عنده عن أيوب عن نافع عن ابن عمر إنما هو أيوب بن خوط وليس بأيوب السختياني».
- قال أبو دواد السجستاني: «ليس به بأس».
- قال أبو زرعة الرازي: «ليس به بأس».
- قال أحمد بن حنبل: «لا بأس به وأثني عليه، ومرة: ما أنكر حديث حسين بن واقد عن أبي المنيب، ومرة: ما أرى أي شيء هي ونفض يده».
- قال أحمد بن شعيب النسائي: «ليس به بأس».
- قال ابن حجر العسقلاني: «ثقة له أوهام».
- قال زكريا بن يحيى الساجي: «فيه نظر، وهو صدوق يهم».
- قال سبط ابن العجمي: «ممن يدلس».
- قال محمد بن سعد كاتب الواقدي: «حسن الحديث».
- قال محمد بن عبد الله المخرمي: «من لنا مثل الحسين، ومن لنا مثل الحسين».
- قال مصنفوا تحرير تقريب التهذيب: «صدوق حسن الحديث، روى له مسلم حديثين، وأخرج له ابن حبان أكثر من ثلاثين حديثا».
- قال يحيى بن معين: «ثقة».